# Estação Fray Servando
A Estação Fray Servando é uma das estações do Metrô da Cidade do México, situada na Cidade do México, entre a Estação Candelaria e a Estação Jamaica. Administrada pelo Sistema de Transporte Colectivo, faz parte da Linha 4.
Foi inaugurada em 26 de maio de 1982. Localiza-se no cruzamento da Avenida Congreso de la Unión com a Avenida Fray Servando Teresa de Mier. Atende o bairro Merced Balbuena, situado na demarcação territorial de Venustiano Carranza. A estação registrou um movimento de 2.964.350 passageiros em 2016.